# Pega Mund
Pega Mund (* Geburtsjahr unbekannt in Süddeutschland) ist eine deutsche Lyrikerin, Schriftstellerin und Psychologin.

## Leben und Werk
Geboren und aufgewachsen in Süddeutschland lebt Pega Mund heute in Gröbenzell. Sie studierte Germanistik, Kunstgeschichte und Psychologie in München. Im Brotberuf arbeitet sie als diplomierte Psychologin im Bereich Heilpädagogik mit Kindern und Jugendlichen aus Migrantenfamilien.
Seit 2014 schreibt sie Gedichte. Zunächst veröffentlichte sie unter ihrem bürgerlichen Namen, später nahm sie den Künstlernamen Pega Mund an. Ihre vor allem lyrischen Texte erscheinen in Zeitschriften und Anthologien sowie als Monographien.
2016 war sie beim Lyrikpreis München unter den Finalisten. 2019 wurde sie für den Gertrud-Kolmar-Preis nominiert und gewann für ihren Text Fünf Pigmente den mit 4.000 Euro dotierten 2. Preis.
2021 erschien ihr erster unter ihrem Künstlernamen veröffentlichter Lyrikband im Münchener Black Ink Verlag und erhielt positive Resonanz.
Seit 2017 ist Pega Mund Redaktionsmitglied der Münchener Literaturzeitschrift außer.dem.

## Auszeichnungen
- Zweiter Preis des Gertrud-Kolmar-Preises 2019

## Publikationen
- LippenBallett. Gedichte & poetische Prosa (unter ihrem bürgerlichen Namen). Mit Grafiken von Michaela Friedrich. Verlag Rote Zahlen, Buxtehude 2013, ISBN 978-3-944643-07-6
- PapierZunge. Gedichte (Reihe edition rote zahlen, Band: 3;) (unter ihrem bürgerlichen Namen). Verlag Rote Zahlen, Buxtehude 2018 (Neuauflage der Erstauflage von 2013), ISBN 978-3-944643-82-3

- reste von landschaft. eine begehung. Black Ink Verlag, München 2021, ISBN 978-3-930654-43-7